# سیارک ۱۷۱۹۰
سیارک ۱۷۱۹۰ (به انگلیسی: 17190 Retopezzoli، نامگذاری:1999WY8) هفده هزار و صد و نودمین سیارک کشف شده‌است که در ۲۸ نوامبر ۱۹۹۹ کشف شد.
قدر مطلق سیارک برابر ۱۴٫۳۰ است.